# Kontrabanda (film)
Kontrabanda (ang.: Contraband) – francusko-amerykańsko-brytyjski dramat kryminalny z 2012 roku, w reżyserii Baltasara Kormákura. Remake islandzkiego filmu Reykjavík-Rotterdam z 2008 roku.

## Obsada
- Mark Wahlberg jako Chris Farraday
- Kate Beckinsale jako Kate Farraday
- Ben Foster jako Sebastian Abney
- Caleb Landry Jones jako Andy
- Giovanni Ribisi jako Tim Briggs
- Lukas Haas jako Danny Raymer
- J.K. Simmons jako Captain Camp
- Diego Luna jako Gonzalo
- Robert Wahlberg jako John Bryce
- Ólafur Darri Ólafsson jako Igor
- Jaqueline Fleming jako Jeanie
- William Lucking jako Bud Farraday
- Amber Gaiennie jako Danny's Bride
- Paul LeBlanc jako CBP Official
- Kent Jude Bernard jako Tommy Raymer
- Jackson Beals jako Desmond
- Connor Hill jako Michael
- David O’Hara jako Jim Church
- Lucky Johnson jako Tarik
- Viktor Hernandez jako Edwin
- Bryce McDaniel jako Eddie
- Michael Beasley jako Davis
- J. Omar Castro jako Benito
- Juliette Enright jako Sadie
- Ian Casselberry jako Kinkos

i inni.